# OpenSUSE
OpenSUSE är en linuxdistribution som utvecklas i ett projekt med samma namn. Distributionen är fritt tillgänglig och kan laddas ned i form av CD-avbilder, installeras över nätverk eller köpas som CD- eller DVD-skivor. OpenSUSE är tänkt att vara en komplett distribution för skrivbordsdatorer/arbetsstationer och liknande. Det finns även en rullande distribution, som uppdateras kontinuerligt utan versionsnummer.

OpenSUSE innehåller även öppna projekt för:
- applikationssäkerhet, App Armor
- grafisk X-server, Xgl
- fönsterhanterare för Xgl plugins kallad Compiz
- virtualisering, KVM och Xen